# Гуараси (Парана)
Гуараси (порт. Guaraci) — муниципалитет в Бразилии, входит в штат Парана. Составная часть мезорегиона Северо-центральная часть штата Парана. Входит в экономико-статистический микрорегион Асторга. Население составляет 4453 человека на 2006 год. Занимает площадь 211,733 км². Плотность населения — 21,0 чел./км².

## Статистика
- Валовой внутренний продукт на 2003 год составляет 36 573 601,00 реалов (данные: Бразильский институт географии и статистики).
- Валовой внутренний продукт на душу населения на 2003 год составляет 7836,64 реалов (данные: Бразильский институт географии и статистики).
- Индекс развития человеческого потенциала на 2000 год составляет 0,739 (данные: Программа развития ООН).